# 551 Ortrud
551 Ortrud
551 Ortrud là một tiểu hành tinh ở vành đai chính. Nó được Max Wolf phát hiện ngày 16.11.1904 ở Heidelberg và được đặt theo tên Ortrud, vợ của Ferederick of Telramund trong vở opera Lohengrin của Richard Wagner.